# Соза Коутиньо, Виториу де
Виториу Мария Франсишку де Соза Коутинью Тейшейра де Андраде Барбоза, 2-й граф де Линьяреш (порт. Vitório Maria de Sousa Coutinho; 25 июня 1790, Турин — 30 июня 1857, Лиссабон) — португальский государственный, военный и дипломатический деятель, Премьер-министр Португалии (4 мая — 27 мая 1835). Бригадный генерал.

## Биография
Сын Родриго Домингоса де Соуза Коутинью, первого графа де Линьяреша и итальянской аристократки Марии Габриэллы Игнации Асинари дей Маркези ди Сан-Марцано.
Участвовал и отличился в Португальско-бразильском вторжении в Восточную полосу (1816).

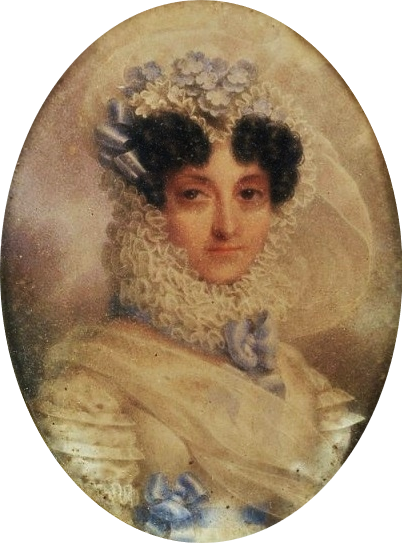
Графиня Катарина, жена Виториу де Соза Коутиньо

В 1817 году был назначен Чрезвычайным дипломатическим посланником в ранге министра в Турине. В 1835 году — министр военно-морского флота Португалии.
В мае 1835 назначен вторым Премьер-министром Португалии. В кресле премьнра его сменил Жуан Карлуш Салданья.
Член Палаты пэров (Сената) парламента Португалии.

## Награды
- Кавалер Ордена Христа
- Командор Ордена Башни и Меча
- Золотая звезда Монтевидео (Уругвай).
- Командор Ордена Святых Маврикия и Лазаря (Королевство Сардиния).